# 116162 Sidneygutierrez
116162 Sidneygutierrez este o planetă minoră (asteroid) din centura de asteroizi. A fost descoperită pe 20 noiembrie 2003 la Observatorul Național Kitt Peak de Marc Buie⁠(d). 
Obiectul prezintă o orbită caracterizată de o semiaxă mare de 2,6245779038255 UAi, o excentricitate de 0,097134353891353, o înclinație de 2,6243735062695 ° în raport cu ecliptica.